# Płonia Wielka
Płonia Wielka (deutsch Groß Plehnendorf, kaschubisch Wiôlgô Płònia) ist eine Siedlung im Danziger Stadtbezirk Rudniki in der Woiwodschaft Pommern in Polen.

## Geographie

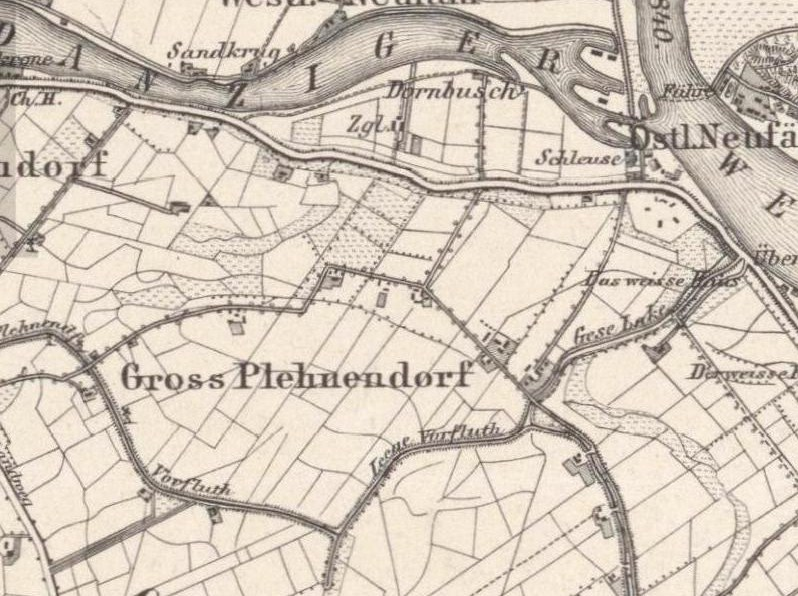
Landkarte von 1901

Der Ort liegt im Żuławy Wiślane (Weichsel-Nogat-Delta) auf dem linken Ufer der Martwa Wisła (Tote Weichsel). Im Norden liegt jenseits der Weichsel Górki Zachodnie (Westlich Neufähr) auf dem Wyspa Portowa (Hafeninsel) genannten Teil der  Danziger Nehrung, im Nordosten Górki Wschodnie (Östlich Neufähr) auf der Westseite der Wyspa Sobieszewska (Bohnsacker Insel). Östlich liegen die Siedlung Powiśle (Bohnsackertroyl) und das Dorf Wiślinka (Weßlinken). Im Süden liegen Bogatka (Reichenberg), Przejazdowo (Quadendorf) und Dobrowo (Neuendorf bei Quadendorf). Diese Orte gehören wie Wiślinka zur Landgemeinde Pruszcz Gdański (Praust). Im Westen liegt Płonia Mała (Klein Plehnendorf), das praktisch vollständig von der Raffinerie Danzig der Grupa LOTOS überbaut wurde.
Plehnendorf (Płonia) liegt in einem Polder unter dem Meeresspiegel. Die Abdämmungsdepressionen liegt zwischen -0.7 und 0 m n.p.m. Über Entwässerungsmühlen am Kanał Dolny Powodziowiec und die Łacha Wiślińska (Leege Vorflut, Gieselake, Weßlinker-Lake) wurde abgepumptes Wasser nach Osten bzw. nach Westen über Czarna Łacha (Schwarze Lache) und Rozwójka (Rosawoyka/Roßlache) zur Weichsel befördert. Ein Deich trennte Klein und Groß Plehnendorf. Der Wohnplatz Dornbusch (Ciernie) liegt im Norden an der Weichsel. Das Gebiet des Außendeichs (Zagroble) hat ein Niveau von 2.2 bis 2,3 m n.p.m.

## Geschichte
In der ersten Hälfte des 14. Jahrhunderts wurde der Weichsel-Hochwasserdamm erbaut. Groß Plehnendorf gehörte seit dem Dreizehnjährigen Krieg (Preußischer Städtekrieg) zum Bauamt der Stadt Danzig, aus dessen Einnahmen Baumaßnahmen bestritten wurden. Die Siedlung wurde unter anderem verpachtet. Mitte des 17. Jahrhunderts gehörte sie Hans Ackermann, der auch Verwalter der Kirche in Reichenberg war. Bestand hatte das Bauamt bis 1814 zur Neuordnung nach den Napoleonischen Kriegen. Mit der zweiten Polnischen Teilung wurde das Gebiet der Stadt Danzig 1793 von Preußen annektiert. In den Jahren von 1807 bis 1813 gehörte es zur Republik Danzig.

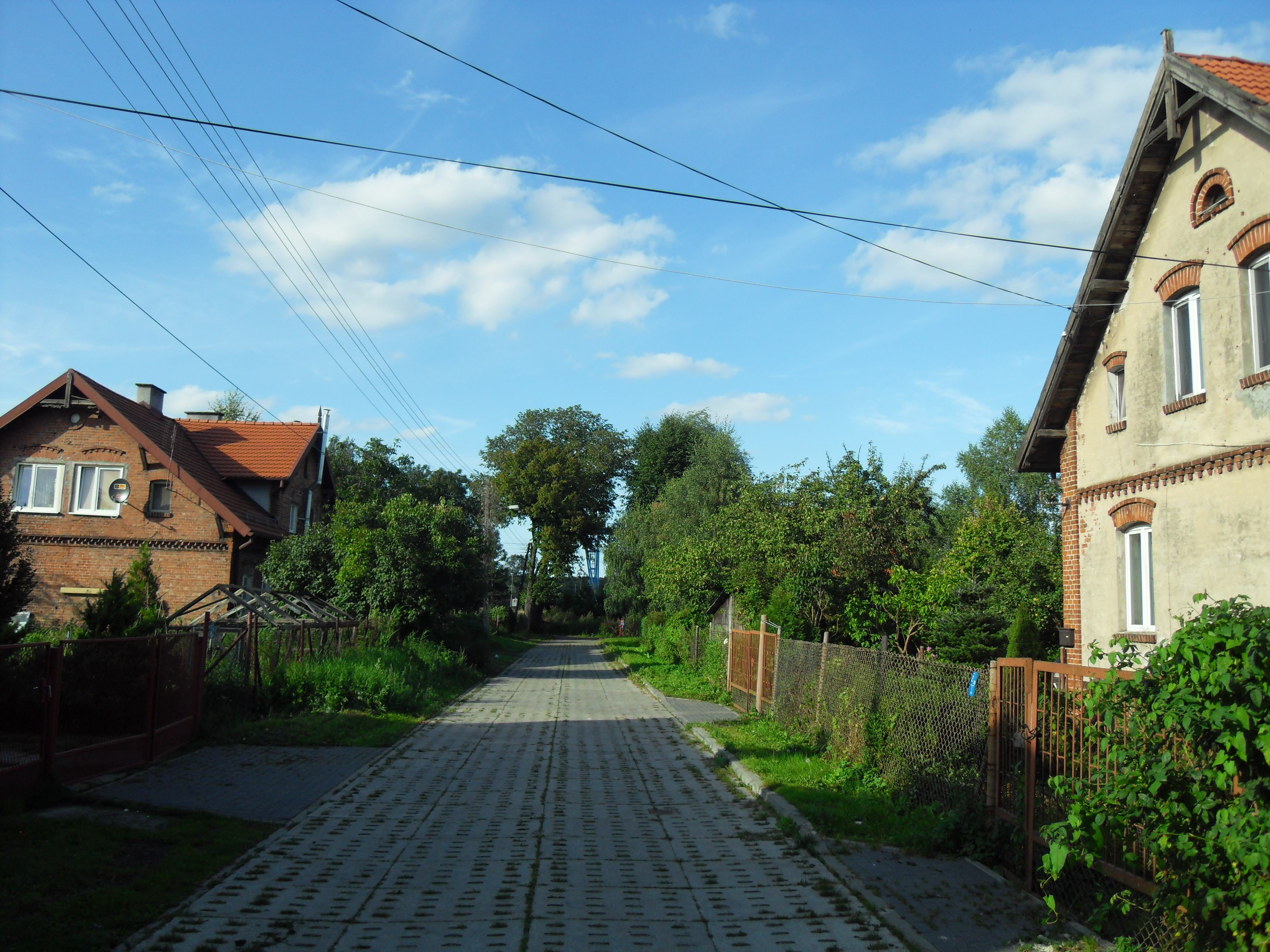
Płonia Wielka (Dornbusch), 2012

Am 1. Januar 1874 wurde die Kreisordnung für die Provinz Preußen eingeführt, diese wurde vier Jahre später wieder in die Provinzen Ost- und Westpreußen geteilt. Am 25. April 1874 wurde der Amtsbezirk Reichenberg gebildet. Groß Plehnendorf war eine Landgemeinde im Landkreis Danzig (ab 1887 Kreis Danziger Niederung) mit den Wohnplätzen Dornbusch und Weißes Haus (Biały Dom). Die Einwohnerzahl stieg von 200 (in 1885) auf 573 (1910) an. Dornbusch hatte 1885 acht Einwohner. Zuständig war das Amtsgericht Danzig. Evangelische waren nach Reichenberg eingepfarrt, für Katholiken war die Königliche Kapelle und ab 1926 die Danziger Liebfrauenkirche Pfarrkirche.
Nach dem Weichseldurchbruch bei Neufähr 1840 wurde der Danziger Arm der Weichsel unterhalb der neuen Mündung durch einen Damm abgetrennt. Die Mitte März 1840 in Betrieb genommene Plehnendorfer Schleuse ermöglichte den Schiffsverkehr in die Stadt. Nach der Fertigstellung des Weichseldurchstichs und dem Bau der Schleusenanlage bei Einlage wurde die Plehnendorfer Schleuse beseitigt. Neben der Schleuse wurde von 1848 bis 1850 das Fort Neufähr (Fort Płonia oder Fort Płonia Wielka) errichtet. Die Anlage war mit vier Feldgeschützen vom Kaliber 90 mm ausgerüstet und in den 1970er-Jahren abgerissen. Das Fort war das östlichste Element der Festung Danzig (Twierdza Gdańsk) und die Batterie „Nummer Eins“, die die Mündung des Weichseldurchbruchs verteidigen sollte. Seeseitig bestanden zwölf weitere Batterien.
Im Jahr 1905 wurde die Schmalspurbahn der Westpreußischen Kleinbahnen eröffnet. Im Südwesten der Landgemeinde bestand der Haltepunkt Neuendorf, im Süden die Haltepunkte Quadendorf und Reichenberg. Im Westen des Orts führte eine Wagenfähre über die Tote Weichsel zum Sandkrug, der zu Östlich Neufähr gehörte. Ab 1912 wurde die Landgemeinde mit Strom aus dem Kraftwerk auf dem Bleihof (Ołowianka) versorgt. Vom Wasserflughafen Danzig-Plehnendorf bestand 1925 eine Flugverbindung nach Stockholm in Schweden. Drei Jahre später wurde der Flughafen auf das andere Ufer der Weichsel verlegt.
Kreis und Amtsbezirk wurden gemäß den Bestimmungen des Friedensvertrags von Versailles am 10. Januar 1920 an die Freie Stadt Danzig abgetreten. Im Jahr 1929 hatte der Ort 640 Einwohner. Das Fort Neufähr wurde von der Danziger Polizei genutzt, die dort schwere Maschinenwaffen, Artillerie und Sprengstoffe illegal lagerte und zuletzt auch militärische Übungen durchführte. Auf dem damals zugeschütteten Graben auf der Weichselseite wurde eine Straße gebaut, das gesamte Bauwerk wurde jedoch in den 1960er oder 1970er Jahren abgerissen. Nach dem deutschen Überfall auf Polen kam das Gebiet von 1939 bis 1945 völkerrechtswidrig zum Reichsgau Danzig-Westpreußen und in der Folge des Zweiten Weltkriegs an die Republik Polen. Die deutschen Ortsbewohner wurden vertrieben.
Bis 1950 unterhielt der Pharmazeut Czesław Fink-Finowiecki einen eigenen Hof und baute Arzneipflanzen an. Płonia Wielka war 1951 ein Dorf im Powiat Gdański (Danzig) und wurde drei Jahre später in die Verwaltungsgrenzen der Stadt Danzig eingegliedert. Das Zentrum des ehemaligen Dorfes befand sich an der Abzweigung der heutigen ulica Naftowa von der ulica Benzynowa. Der größte Teil der Fläche von Płonia Wielka wird von der Kläranlage „Ost“ und Kleingärten eingenommen. Die kleine Wohnsiedlung konzentriert sich auf den ehemaligen Wohnplatz Dornbusch. Am Ufer der Weichsel besteht ein kleiner Fischereihafen.

## Kläranlage „Ost“
Die Oczyszczalnia Ścieków „Wschód” wurde von 1973 bis 1976 als mechanische Kläranlage errichtet und bis 2012 wiederholt modernisiert und erweitert. Sie umfasst eine Fläche von 73,6 Hektar und nimmt kommunales Abwasser aus der Stadt Danzig und den Nachbargemeinden Pruszcz Gdański (Praust), Kolbudy (Ober Kahlbude) und Sopot (Zoppot) auf. Im Jahr 2018 behandelte die Anlage etwa 96.000 m³ Abwasser pro Tag und ist auf die Behandlung von 180.000 m³ Abwasser pro Tag ausgelegt. Seit 2012 wird der Klärschlamm thermisch aufbereitet und eine Anlage erzeugt Ökostrom aus Biogas. Die Pumpstation Bogatka befördert das gereinigte Abwasser über eine Druckleitung 2,5 Kilometer weit in die Danziger Bucht.

## Verkehr
Płonia Wielka liegt an der Landstraße, die von Danzig über den Hochwasserdamm nach Wiślinka führt. Im Süden der Nachbardörfer verläuft die Woiwodschaftsstraße 501 von Danzig nach Krynica Morska (Kahlberg-Liep). Płonia Wielka ist an den städtischen Busverkehr angebunden.